# Гаторн-Харди, Гаторн, 1-й граф Крэнбрук

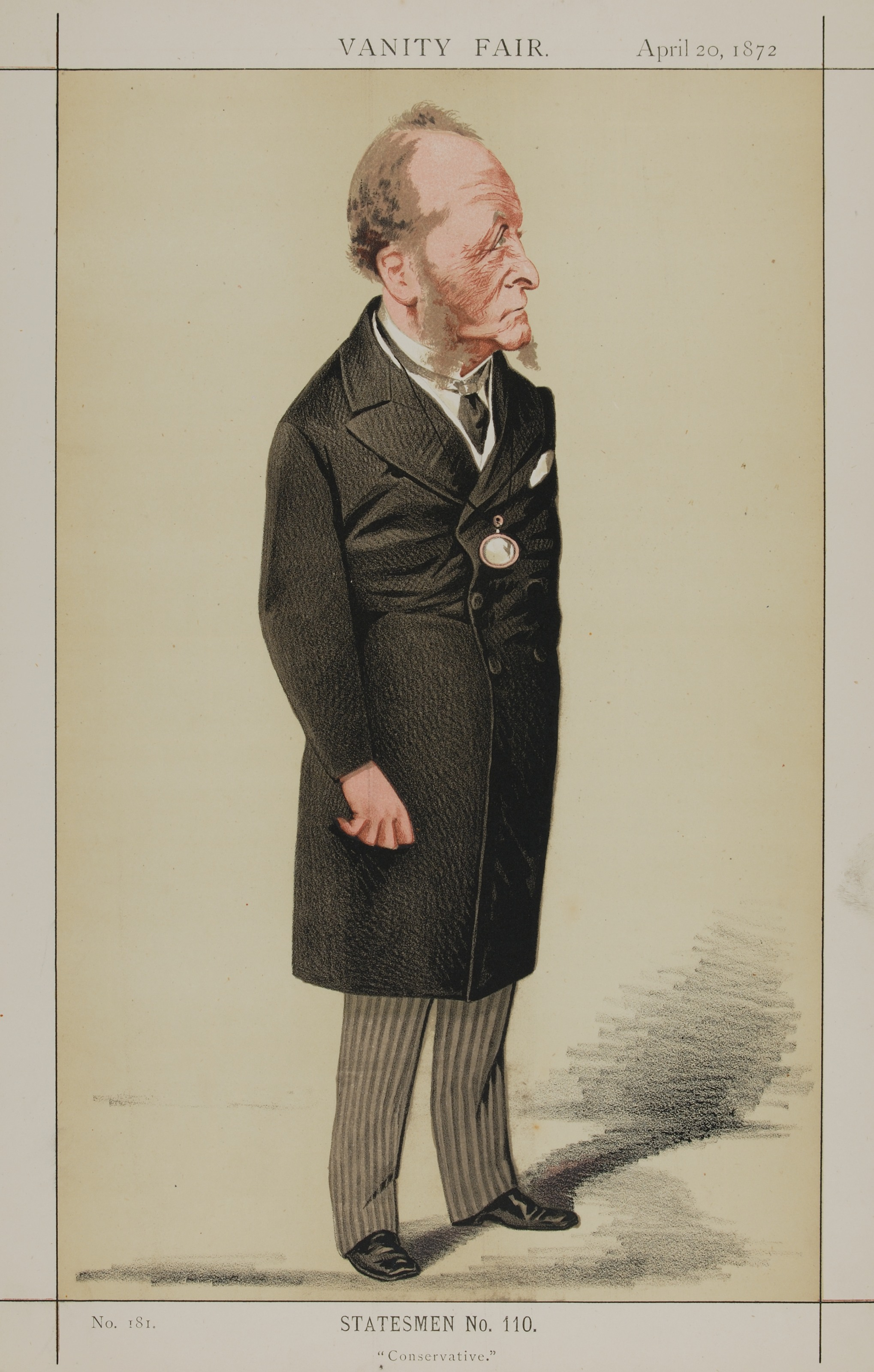
Карикатура на Гаторн-Харди на Ярмарке тщеславия работы Адриано Чечони (1872 г.)

Гаторн Гаторн-Харди, 1-й граф Крэнбрук (урождённый Гаторн Харди; англ. Gathorne Gathorne-Hardy, 1st Earl of Cranbrook; 1 октября 1814 — 30 октября 1906) — видный британский государственный деятель и консервативный политик. Он занимал посты в каждом консервативном правительстве в период с 1858 по 1892 год и был ключевым союзником Бенджамина Дизраэли.
Гаторн Харди, в частности, занимал пост министра внутренних дел В 1867—1868 годах, военного министра с 1874 по 1878 год, лорда-президента Совета (1885—1886, 1886—1892) и канцлера герцогства Ланкастерского в 1886 году. В 1878 году он был назначен министром по делам Индии, и после этого получил дворянство, войдя в Палату лордов как виконт Крэнбрук.

## Происхождение и образование

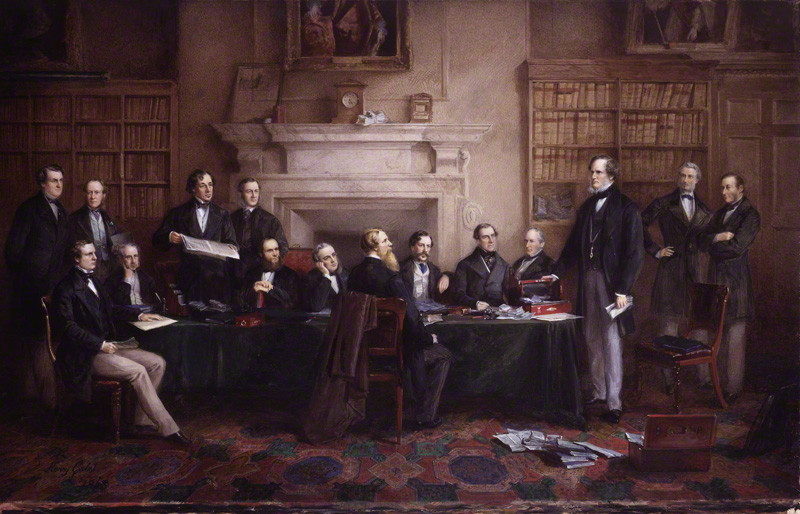
Кабинет графа Дерби, 1867 год

Родился 1 октября 1814 года в Брэндорде, Йоркшир. Третий сын политика Джона Харди (1773—1855) и Изабель, урождённой Гаторн, дочери Ричарда Гаторна из Киркби Лонсдейла, Камбрия. Его старшим братом был сэр Джон Харди, 1-й баронет (1809—1888). Его отец был адвокатом и бизнесменом, основным владельцем металлургического завода Лоу-Мур, а также представлял Брэдфорд в парламенте. Его предки были поверенными и управляющими семьи Спенсер-Стэнхоуп из Хорсфорта с начала XVIII века. Он получил образование в школе Шрусбери и Ориел-колледже в Оксфорде и был призван в коллегию адвокатов в Иннер-Темпле в 1840 году. Он основал успешную юридическую практику в Северном округе, базируясь в Лидсе, но ему было отказано при подаче заявления. на шёлк в 1855 году.

## Ранняя политическая карьера (1847—1874)
Гаторн Харди безуспешно боролся за Брэдфорд на парламентских выборах 1847 года. Однако после смерти отца в 1855 году он смог полностью сосредоточиться на политической карьере и в 1856 году был избран от Леоминстера. Лишь два года спустя, в 1858 году, он был назначен заместителем министра внутренних дел во второй администрации графа Дерби. Он оставался на этом посту до падения правительства в июне 1859 года.
В 1865 году Гаторн Харди неохотно согласился выступить против Уильяма Юарта Гладстона в избирательном округе Оксфордского университета. Однако 17 июля 1865 года он победил Гладстона большинством в 180 голосов, что значительно укрепило его положение в Консервативной партии благодаря влиянию избирателей сельского духовенства, но все же не заняло первое место в опросах. Ответ Гладстона был: «Дорогая мечта рассеялась. Да будет воля Божья» . Консерваторы вернулись к власти при Дерби в 1866 году, и Харди был назначен президентом Совета по закону о бедных с местом в кабинете министров. В то же время он был принят в Тайный совет. Во время своего пребывания на этом посту он, в частности, провёл через парламент плохой законопроект о поправках к закону. Крэнбрук также поддержал Закон о реформе 1867 года, который значительно увеличил размер электората до одного из пяти. К маю Дизраэли признал ценность Гаторна Харди для консерваторов как восходящей звезды в палате общин, доказав, что он способный участник дебатов, стойкий антагонист Гладстона и «никто не дурак». В 1867 году он сменил Спенсера Горацио Уолпола на посту министра внутренних дел и был вынужден бороться с восстанием фений в том же году. Приняв поправку о том, что все налогоплательщики должны получить избирательные права, Дизраэли создал новую викторианскую конституцию, которую, к удивлению, Харди и другие были готовы принять. Один новый член партии в 1868 году, поклонник Дизраэли-радикала, сэр Чарльз Дилк считал Харди самым красноречивым англичанином, чьи таланты были потрачены впустую в Консервативной партии. Но сам Харди, которого не так-то легко обмануть, до конца оставался стойким тори.
В следующем году Бенджамин Дизраэли сменил лорда Дерби на посту премьер-министра, но консервативное правительство ушло в отставку осенью 1868 года, после того как и королева, и Дизраэли отложили роспуск, чтобы зарегистрировать новый электорат, который с 1865 года принимал голосование по почте. Либералы пришли к власти при Гладстоне. В оппозиции Гаторн Харди иногда выступал в качестве лидера оппозиции в Палате общин, когда Дизраэли отсутствовал.
Была критика Англиканской церкви в Ирландии, которую либералы намеревались полностью ликвидировать. Убеждённый англиканец, Харди выступил против этой меры по религиозным соображениям:
«Я говорю, что Ирландская церковь обратила многих новообращенных; возможно, не в результате жестоких споров, а в результате тихого влияния, которое повлияло на умы тех, кто был рядом с ее духовенством и которые постепенно заквасились их чувства».
Будучи ортодоксальным англиканцем, он считал фрагментацию церкви противоречащей консервативным принципам.
«Я верю в принципы, которые мы исповедуем, и когда достопочтенный джентльмен, президент Совета по торговле, и другие, говорящие так же, как он, говорят мне, что все мыслящие люди выступают против Ирландской церкви, это в течение пятидесяти лет каждый государственный деятель с нетерпением ждал такого завершения».

Он мужественно выступал на дебатах по законопроекту об Ирландской церкви 23 марта 1869 года, прежде чем Гладстон объявил о ликвидации правительства в одном из величайших ораторских выступлений во время второго чтения. Харди связал законопроект об ирландской церкви с восстанием фенийцев и последовавшими за ним зверствами по отношению к католической церкви, предположительно готовой продавать бенефиции за деньги. Более того, он прямо напал на последователей премьер-министра, которых он обвинил в том, что они «в долгу перед фенианским движением за эту запоздалую меру правосудия. Это показывает поощрение нелояльности, даваемое этой мерой». И, провоцируя правительство, он тенденциозно связал барона Планкета, националиста, с Либеральной партией, от которой они, несомненно, отреклись.
Во время дебатов по вопросам образования Гаторн Харди выступил с красноречивыми и резкими упрёками, которые отвлекли время от программы реформ Гладстона в Ирландии. Харди оказался способным лейтенантом в традициях Дизраэля, высмеивая громоздкое продвижение законопроекта Гладстона через палату общин. Гладстон постепенно стал более горячим и обеспокоен ловкими замечаниями Крэнбрука. Когда его сравнили с беспорядками в Гайд-парке 1866 года, премьер-министр «вызвал такой взрыв страсти и вспыльчивости».
Поражение поставило под угрозу партийное руководство Дизраэли, но, несмотря на то, что его считали Харди, он отказался, в то время как великий человек все ещё «оглядывался через плечо» . 1 февраля 1872 года Харди присутствовал на конференции вельмож Тори в Берли-Хаусе: только Дерби и Дизраэли отсутствовали для обсуждения будущего партии и страны. В гостях у лорда Эксетера, потомка Сесила елизаветинского лорда Берли, другими членами кабинета были сэр Стаффорд Норткот, сэр Джон Пэкингтон, лорд Кэрнс и лорд Джон Мэннерс, личный друг Дизраэли. Только Мэннерс и Норткот были готовы поддержать дальнейшее лидерство Дизраэли. Группа предложила лорду Стэнли, сыну Дерби, занять пост лидера партии в палате общин. Со своей стороны, младший Стэнли сильно отличался от своего отца. Невысокий и пухлый, Стэнли был реформатором, открытым к переменам и идеям прогрессивной политики. Он также был более сговорчив с Дизраэли, признавая, что тот не пригоден, и не хотел смещать человека, который, как знали члены задней скамьи, был выдающимся парламентарием . Нейтралитет Стэнли убедил бы других членов кабинета принять яркого еврея. В последнее время Харди хорошо сотрудничал с Дизраэли, хотя близкими друзьями они не были. В конце месяца настроение в Лондоне улучшилось: принц Уэльский вышел из беды, а Харди среди других присутствовал на службе благодарения и хвалы в соборе Святого Павла 27 февраля.

## Кабинет министров (1874—1880)

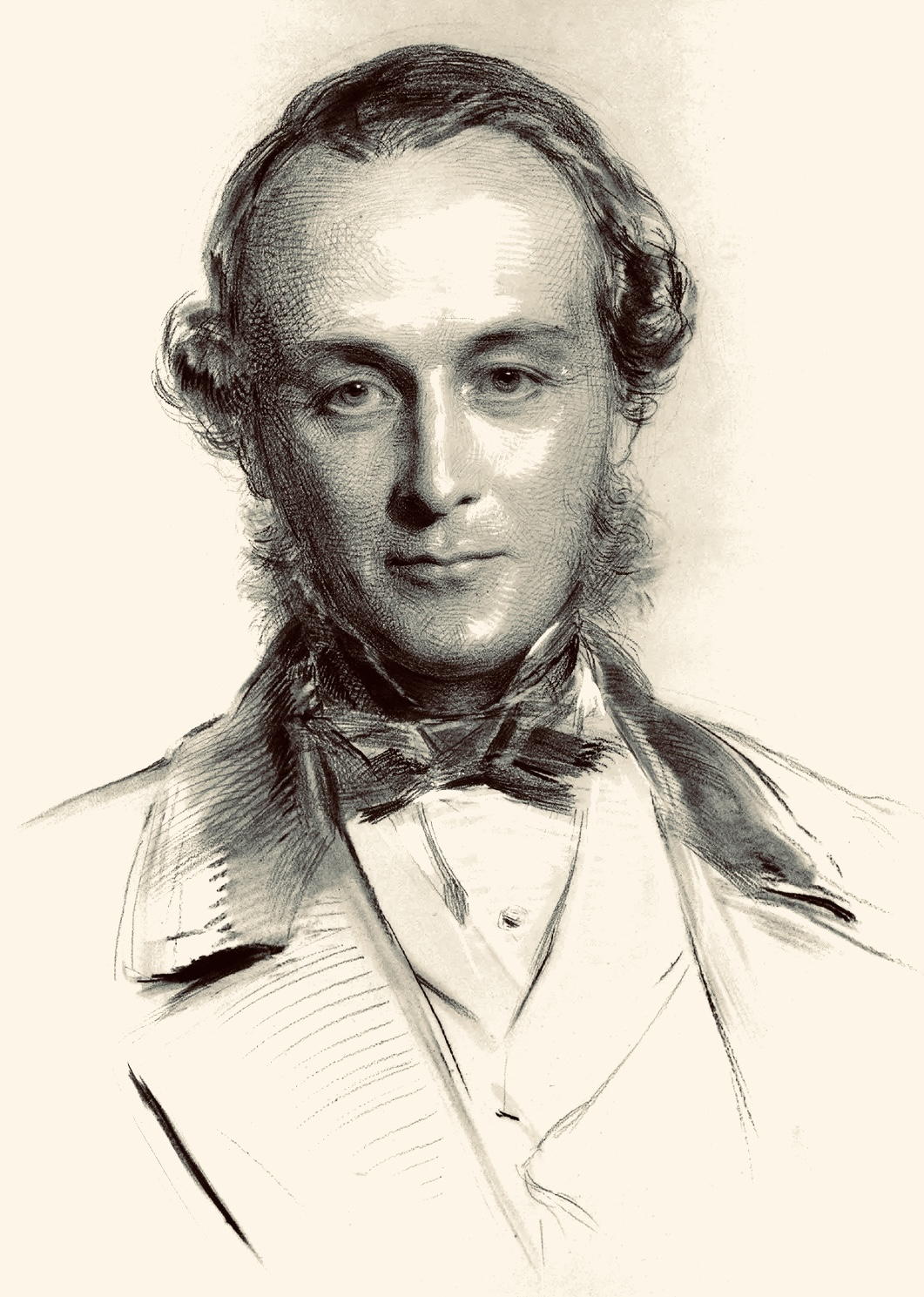
Портрет Гаторна Харди работы Джорджа Ричмонда, 1857 год.

В 1874 году консерваторы вернулись к власти при Дизраэли, и Харди был назначен военного министра, для чего он подходил не лучшим образом. Ему следовало предложить должность в Министерстве внутренних дел, но это досталось прекрасному спорщику Ричарду Кроссу. Но 7 августа Палата общин поднялась, оставив министру остаток года заняться ведомственной работой. Гаторн Харди оставался на своём посту более четырёх лет, наблюдая за армейскими реформами, инициированными его предшественником-либералом Эдвардом Кардуэллом. В 1876 году Бенджамин Дизраэли был возведён в звание пэра и в Палату лордов как граф Биконсфилд. Харди ожидал стать лидером консерваторов в Палате общин, но его упустили из виду в пользу сэра Стаффорда Норткота; Дизраэли не нравилось, что Харди пренебрегал домом, чтобы вечером пойти домой пообедать с женой.
Два года спустя, в апреле 1878 года, Гаторн Харди сменил маркиза Солсбери на посту министра по делам Индии, а в следующем месяце ему было присвоено звание пэра как виконт Крэнбрук из Хемстеда в графстве Кент. В то же время он по королевскому разрешению принял девичью фамилию своей матери, Гаторн, в дополнение к фамилии Харди. В декабре 1878 года Крэнбрук посетил суд и выслушал от королевы её жалобы на неправильное обращение Гладстона с отклонением принцем Уэльским предложения сделать его вице-королём Ирландии. Крэнбрук оставался одним из министров в центре двора, будучи монархистом, часто взаимодействуя с королевой и принцем Уэльским; действительно, Крэнбрук «заслужил полное доверие и тёплое личное отношение королевы Виктории» When Gladstone’s portrait was shown in public, Cranbrook tactfully observed protocol... Когда портрет Гладстона был показан публике, Крэнбрук тактично соблюдал протокол
Восточный вопрос поставил самую большую внешнеполитическую дилемму в 1877 году. Гаторн Харди выступал за активное преследование обанкротившегося султана с помощью кредита и начало войны, если это необходимо, чтобы не допустить Россию в Константинополь. Он оказался одним из ближайших союзников Дизраэли в кабинете министров. Крэнбрук был относительным выскочкой; богатые аристократы хотели мира, как и Гладстон, любой ценой. Но он был оправдан; когда Солсбери перешёл на другую сторону, чтобы поддержать премьер-министра, его повысили до министра иностранных дел. «Партия войны», внутренний кабинет министров, направила линкоры Королевского флота для защиты турок от угрожающей российской армии. В индийском офисе лорд Крэнбрук был вынужден заниматься Второй афганской войной 1878 года, направленной на восстановление британского влияния в Афганистане. После мирного лета 1878 года, когда он охотился на оленей в Шотландии, Крэнбрук вернулся к кризису, связанному с плохо подготовленным вице-королём Индии. 21 ноября был отдан приказ о полном вторжении в Афганистан . Афганцы потерпели поражение в течение нескольких недель, но новая Третья империя началась в состоянии паники. Мирное соглашение было заключено в мае 1879 года, но война снова вспыхнула после того, как британский резидент сэр Луи Каваньяри был убит мятежными афганскими войсками. Британским войскам под командованием Фредерика Робертса снова удалось восстановить контроль. Однако ситуация все ещё оставалась нестабильной, когда Крэнбрук вместе с остальной частью правительства подал в отставку в апреле 1880 года. Как пэр Крэнбрук был лишён права выступать с речами во время выборов, которые закончились либеральным большинством. Он взял заслуженный отдых в Италии в начале 1881 года и все ещё находился там, когда единственный из кабинета Дизраэли отсутствовал на похоронах графа Биконсфилда в Хьюэндене.

## Великий тори

Герб графа Крэнбрука

Лорд Крэнбрук оставался в центре партийной элиты. В 1884 году новый главный кнут Аретас Экерс-Дуглас получил повышение в Солсбери, отчасти благодаря суровому влиянию этого знающего и опытного вельможи. В начале 1885 года правительство было разделено, Чемберлен отказался согласиться с правом голоса в качестве «выкупа» за частную собственность. Крэнбрук написал лорду Кэрнсу 9 января: «Все это связано с ирландской политикой, за которую несёт ответственность г-н Гладстон» . Надпись была на стене правительства. В июне 1885 года консерваторы вернулись к власти в качестве «смотрителей», и Крэнбрук стал лордом-президентом Совета. Крэнбрук был шокирован, узнав, что за спиной кабинета министров лорд Карнарвон вёл переговоры о сделке, известной в газетах как «тори-парнеллизм», с Ирландской партией.
В течение двух недель в начале 1886 года он снова занимал пост военного министра. Правительство пало в январе 1886 года, но вскоре вернулось к власти в июле того же года после всеобщих выборов по новому принципу. Крэнбрук снова был назначен лордом-председателм Совета, и на этом посту он в основном занимался образованием. Он также некоторое время занимал пост канцлера герцогства Ланкастерского в августе 1886 года. Он отказался от поста министра иностранных дел в 1886 году из-за своей неспособности говорить на иностранных языках, а также отказался от вице-королевства Ирландии. Возможно, флегматичная фамильярность совета была ещё более желательна после беспорядков в правительстве, вызванных беспорядочным и спорным поведением лорда Рэндольфа Черчиля . Он оставался лордом-президентом совета до тех пор, пока в 1892 году не пало второе министерство Солсбери. Вскоре после этого он был удостоен дальнейшей чести, когда он был назначен бароном Медуэем из Хемстеда в графстве Кент и графом Крэнбруком в графстве Кент. Кента. В оппозиции лорд Крэнбрук был решительным противником второго законопроекта о самоуправлении, который потерпел серьёзное поражение в Палате лордов. Он ушёл из общественной жизни после парламентских выборов 1895 года.

## Брак и семья

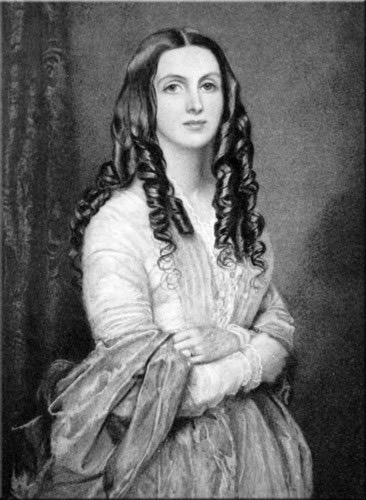
Джейн Стюарт Орр, графиня Крэнбрук, ок. 1835—1845

29 марта 1838 года лорд Крэнбрук женился на Джейн Стюарт Орр (? — 13 ноября 1897), дочери Джеймса Орра, эсквайра, и его жены Джейн Стюарт. У них было три сына и две дочери:
- Леди Маргарет Эвелин Гаторн-Харди (4 июля 1858 — 11 июля 1943), вышла замуж за вице-короля Индии Джорджа Иоахима Гошена, 2-го виконта Гошена, от брака с которым у неё было трое детей.
- Леди Эдит Элизабет Гаторн-Харди (? — 8 января 1875), вышла замуж за сэра Генри Грэма.
- Джон Стюарт Гаторн-Харди, 2-й граф Крэнбрук (22 марта 1839 — 13 июля 1911), женат на Сисели Риджуэй и имел семерых детей.
- Полковник Достопочтенный Чарльз Гаторн Гаторн-Харди (11 мая 1841 — 17 февраля 1919)
- Достопочтенный Альфред Эрскин Гаторн-Харди (27 февраля 1845 — 11 ноября 1918), консервативный член парламента и писатель.

## Смерть
Лорд Крэнбрук умер в своей резиденции в Хемстед-Парке, недалеко от Бенендена, Кент, в октябре 1906 года в возрасте 92 лет. Ему наследовал графство Крэнбрук его старший сын Джон.

## Работы Гаторна Харди
- The Afghan War (1878)
- The Past History of Benenden, Hawkhurst (1883)
- Gathorne Hardy, first Earl of Cranbrook: a Memoir with extracts from his diary and correspondence (1910)